# Фахардо, Хосе (футболист)
Хосе Фахардо Нельсон (исп. José Fajardo Nelson; род. 18 августа 1993, Колон, Панама) — панамский футболист, нападающий клуба «Универсидад Католика» (Кито) и сборной Панамы.

## Клубная карьера
Фахардо начал профессиональную карьеру в клубе «Индепендьенте» из Ла-Чорреры. 31 июля 2017 года в матче против «Арабе Унидо» он дебютировал в чемпионате Панамы. 28 августа в поединке против «Санта-Хема» Хосе забил свой первый гол за «Индепендьенте». В поединках против «Тауро» и «Арабе Унидо». По итогам сезона Фахардо помог клубу выиграть чемпионат, а сам стал его лучшим бомбардиром.
В августе 2018 года Фахардо отправился в аренду на один год в клуб второго по уровню дивизиона Саудовской Аравии «Аль-Кавкаб», а в январе 2020 года — в колумбийский «Ла Экидад», но так и не смог сыграть за клуб ни в одном матче из-за пандемии COVID-19.
21 декабря 2020 года Фахардо присоединился к клубу чемпионата Эквадора «9 октября».
18 декабря 2021 года Фахардо стал игроком клуба чемпионата Перу «Куско».
3 августа 2023 года Фахардо перешёл в клуб MLS «Ди Си Юнайтед», подписав контракт до конца сезона 2023 с опциями продления на сезоны 2024 и 2025. В высшей лиге США он дебютировал 20 августа в матче против «Нью-Йорк Ред Буллз», заменив на 79-й минуте Габриэла Пирани. По окончании сезона 2023 «Ди Си Юнайтед» отклонил опцию продления контракта Фахардо.
В начале 2024 года из панамского «Индепендьенте» Фахардо был арендован эквадорским «Универсидад Католика» сроком на один год.

## Карьера в сборной
25 октября 2017 года в товарищеском матче против сборной Гренады Фахардо дебютировал за сборную Панамы.
Фахардо был включён в состав сборной Панамы на Золотой кубок КОНКАКАФ 2019.
Был включён в состав сборной на Золотой кубок КОНКАКАФ 2021.
Был включён в состав сборной на Золотой кубок КОНКАКАФ 2023.

## Достижения
Командные
 «Индепендьенте»
- Чемпион Панамы: Клаусура 2018

Личные
- Лучший бомбардир чемпионата Панамы: Клаусура 2018 (13 мячей)